# May It Be
"May It Be" är en sång komponerad av den irländska sångerskan Enya och finns med i Peter Jacksons film Sagan om ringen från 2001. Låten gick upp på topplistan German Singles Chart som nummer ett under 2002 och framfördes av Enya på Oscarsgalan samma år.

## Komposition
Regissören Peter Jackson frågade Enya om hon var intresserad att skriva en låt till Sagan om ringen. Glad över att fått frågan reste hon till Nya Zeeland för att titta på en preliminär klippning av filmen.
Enya jobbade på låten tillsammans med sin producent Nicky Ryan och sin låtskrivare Roma Ryan. Nicky producerade, arrangerade och skötte arbetet medan Roma skrev texten. De spelade in låten genom Enyas kontrakt med Warner Music i Ryans studio i Dublin, Aigle Studio.
Sången spelades in vid "Aigle Studios", Enyas Studio i närheten av Dublin medan orkestreringen spelades in i London, med Howard Shore som dirigent och framförd av London Philharmonic Orchestra. Sammansättningsmässigt sett är låten enkel, med körsång och stråk i bakgrunden. Som det mesta av Enyas musik, klassificeras "May It Be" som New Age.
| ”                                                                                          | “I wanted Enya’s voice,” says Shore. “She wrote and I orchestrated, so it’s a seamless sound. Her singing grows right out of the choral music and the orchestra.” | „ |
| – Doug Adams, ''The Lord of the Rings: The Fellowship of the Ring, The Complete Recordings | |   |

## Text
Texten i denna temalåt inkluderas ord från engelska språket, samt ord ur det fiktiva alvspråket, Quenya som skapats av J.R.R. Tolkien. Tolkien började skriva på detta högalviska språk år 1915 vid 23 års ålder. Quenya gick igenom flera revideringar innan det slutligen dök upp i böckerna. Tolkiens son Christopher sa att Quenya var för sin far ett "språk som han ville ha det, språket av sitt hjärta." Tolkien kommenterade personligen Quenya att det "Actually it might be said to be composed on a Latin basis with two other ingredients that happen to give me 'phonaesthetic' pleasure: Finnish and Greek. It is however less consonantal than any of the three. This language is High-elven or in its own terms Quenya."
Enya framförde även låten '"Aníron" för 'Sagan om ringen, där sången sjungs på Tolkiens alviska språk Sindarin. Medan Enya skrev musiken, studerade Roma Ryan språken och skrev texten på engelska och Quenya.
Två rader i "May It Be" innehåller fraser skrivna i Quenya. Den första, Mornië utúlië, översätts till "Mörkret har kommit." Mornië alantië översätts till "Mörkret har fallit." Båda raderna upprepas två gånger i låten. Resten av texten är skriven på engelska. De samsas med texten på Quenya, som i den andra strofen; "Mornië utúlië, believe and you will find your way; Mornië alantië, a promise lives within you now."

## Utmärkelser
Enya, Nicky och Roma fick mycket beröm för "May It Be". Den nominerades till en Oscar för Bästa sång. Motståndet omfattades av Randy Newmans "If I Didn't Have You" från Monsters, Inc., Diane Warrens "There You'll Be" från Pearl Harbor, Stings "Until" från Kate och Leopold och Paul McCartney's "Vanilla Sky". "If I Didn't Have You" vann 2001 års Oscar.
Låten vann både
Las Vegas Film Critic Society award för och Phoenix Film Critics Award i kategorin bästa sång. Den vann även Broadcast Film Critics Award i samma kategori.

"May It Be" nominerades år 2002 till Best Original Song Golden Globe Award. Dess konkurrenter var än en gång "There You'll Be", "Until" och "Vanilla Sky", tillsammans med David Baerwalds "Come What May" från Moulin Rouge!. "Until" kammade hem Golden Globen.
Trion fick 2003 en Grammy nominering i kategorin Best Song Written for a Motion Picture, Television, or Other Visual Media. "If I Didn't Have You", "Vanilla Sky", Chad Kroegers "Hero" från Spider-Man och "Love of My Life (An Ode to Hip-Hop)" från Brown Sugar tävlade i samma kategori. "If I Didn't Have You" fick priset. "May It Be" vann 2002 års Critics' Choice Award och Sierra Award, båda i kategorin bästa sång. Den tilldelades 2002 års PFCS Award för bästa sång.

## Framförande
Enya framförde sin låt vid Oscarsgalan den 24 mars 2002. Hon var "absolut" upphetsad över uppträdandet. För henne var det "första gången att bli nominerad, och få framföra bidraget, det är bara underbart, absolut underbart."

## Publikationer

### Album och singlar
Enyas "May It Be" återfinns i ett flertal album. Den 20 november 2001 släpptes den på soundtracket till filmen Sagan om ringen, tillsammans med kompositören Howard Shores originalverk "The Road Goes Ever On (Part 2)".
"May It Be" kom ut som en singel år 2002 tillsammans med två andra av Enyas låtar; "Isobella" och "The First of Autumn". "May It Be" gick upp som listetta på German Singles Chart. Detta var den andra i rad av Enyas singlar att göra så, den andra var då "Only Time".
År 2005 släpptes låten som en del av samlingen "The Lord of the Rings: The Fellowship of the Ring, The Complete Recordings". Den här gången var versionen av låten identisk med den som hörs i filmens eftertexter.
Enya inkluderade även "May It Be" i sitt album från 2009, The Very Best of Enya.

### Musikvideo
Musikvideon till "May It Be" från 2002, i regi av Peter Nydrle, använder sig av klipp från filmen samtidigt som Enya sjunger låten. Den har en speltid på 3 minuter och 32 sekunder.

## Covers
Ett flertal andra artister har spelat in covers på låten sedan Enyas originalinspelning. Tara Scammell spelade in en version för sitt album från 2004 Music from the Lord of the Rings Trilogy av Prague Symphony Orchestra, vilken innehåller låtar från samtliga filmerna i trilogin. Celtic Woman framförde "May It Be" på deras album från 2005. Lisa Kelly från Celtic Woman inkluderade den på sitt album från 2006, Lisa. Hayley Westenra spelade in låten 2005 på hennes andra internationella album, Odyssey. Den fick även en cover år 2006 av Lex van Someren för Christmas Every Day och Angelis förr deras självtitlade album. Den sjungs på Cecelias album från 2007, Amazing Grace. Sofia Källgren hade med den i sitt album från 2008, Cinema Paradiso. Andra artister som har gjort covers på låten är bland annat Uruk-hai, och Kiri Te Kanawa. Den framfördes den 14 januari 2012 av den färöiska artisten Eivør Pálsdóttir som en del av firandet av Margrethe II:s 40-årsjubileum som drottning av Danmark.

## Listplaceringar
| Lista (2001)  | Topplacering |
| ------------- | ------------ |
| Belgien       | 47           |
| Danmark       | 19           |
| Finland       | 7            |
| Frankrike     | 43           |
| Italien       | 12           |
| Nederländerna | 60           |
| Schweiz       | 24           |
| Sverige       | 16           |
| Tyskland      | 1            |
| Österrike     | 12           |